# 260 pr. n. št.
Stoletja: 4. stoletje pr. n. št. - 3. stoletje pr. n. št. - 2. stoletje pr. n. št.
Desetletja: 310. pr. n. št. 300. pr. n. št. 290. pr. n. št. 280. pr. n. št. 270. pr. n. št. - 260. pr. n. št. - 250. pr. n. št. 240. pr. n. št. 230. pr. n. št. 220. pr. n. št. 210. pr. n. št.
Leta: 265 pr. n. št. 264 pr. n. št. 263 pr. n. št. 262 pr. n. št. 261 pr. n. št. - 260 pr. n. št. - 259 pr. n. št. 258 pr. n. št. 257 pr. n. št. 256 pr. n. št. 255 pr. n. št.

## Dogodki
- začetek druge sirske vojne
- pomorska bitka pri Milah (Sicilija)

## Smrti
- - Evdem, grški filozof, matematik (približni datum) (* okoli 344 pr. n. št.)
- - Timoharis, grški astronom, filozof (približni datum) (* okoli 320 pr. n. št.)